# Sportzentrum Altenkirchen
Sportzentrum Altenkirchen – kompleks sportowy w Altenkirchen, w Niemczech.
Głównym obiektem kompleksu jest wielofunkcyjny stadion mogący pomieścić 4000 widzów (w tym 450 miejsc siedzących na trybunie głównej). Na tym obiekcie swoje mecze rozgrywają piłkarze klubu SG Neitersen/Altenkirchen. 27 maja 2006 roku na stadionie rozegrano także towarzyskie spotkanie piłkarskich reprezentacji narodowych Nowej Zelandii i Gruzji (3:1). Ponadto w skład kompleksu wchodzą również m.in. pełnowymiarowe boisko piłkarskie ze sztuczną nawierzchnią, hale sportowe, kryty basen czy korty tenisowe.